# West-Indische Federatie op de Olympische Zomerspelen 1960
De West-Indische Federatie debuteerde op de Olympische Spelen tijdens de Olympische Zomerspelen 1960 in Rome, Italië. Dit was twee jaar na de oprichting in 1958. Het zou ook de enige deelname blijken te zijn want al in 1962 werd het land opgeheven en viel het uiteen in de landen waaruit het oorspronkelijk ontstond.
Namens de West-Indische Federatie deden atleten uit Jamaica, Barbados en Trinidad en Tobago mee.

## Medailles
| Medal | Naam                                                                              | Sport    | Onderdeel                    |
| ----- | --------------------------------------------------------------------------------- | -------- | ---------------------------- |
| Brons | George Kerr (JAM)                                                                 | Atletiek | Mannen 800 meter             |
| Brons | George Kerr (JAM) James Wedderburn (BAR) Keith Gardner (JAM) Malcolm Spence (JAM) | Atletiek | Mannen 4×400 meter estafette |

## Resultaten en deelnemers per onderdeel

### Atletiek
| Onderdeel                    | Naam                                                      | Resultaat                                                                                               |
| ---------------------------- | --------------------------------------------------------- | --- |
| Mannen, 100 meter            | Dennis Johnson                                            | Heats: 10.4 (2e in heat) Kwartfinale: 10.4 (4e, ging niet verder)                                       |
| Mannen 200 meter             | Clifton Bertrand                                          | Heats: 21.3 (3e in heat) Kwartfinale: 21.4 (6e, ging niet verder)                                       |
| Mannen 200 meter             | Dennis Johnson                                            | Heats: 21.2 (1e in heat) Kwartfinale: 21.1 (3e) Halve finale: 21.0 (5e, ging niet verder)               |
| Mannen, 400 meter            | Malcolm Spence                                            | Heats: 47.6 (1e in heat) Kwartfinale: 46.9 (3e) Halve finale 46.8 (5e, ging niet verder)                |
| Mannen, 400 meter            | James Wedderburn                                          | Heats: 47.4 (2e in heat) Kwartfinale: 47.0 (4e, ging niet verder)                                       |
| Mannen 800 meter             | George Kerr                                               | Heats: 1:50.9 (1e in heat) · Kwartfinale: 1:49.4 (1e) · Halve finale: 1:47.1 (1e) · Finale: 1:47.1 (→ ) |
| Mannen 4×400 meter estafette | George Kerr James Wedderburn Keith Gardner Malcolm Spence | Heats: 3:09.1 (1e in heat) · Halve finale: 3:09.2 (2e) · Finale: 3:04.0 (→ )                            |
| Mannen 110 meter horden      | Keith Gardner                                             | Heats: 14.3 (1e in heat) Kwartfinale: 14.3 (2e) Halve finale: 14.2 (3e) Finale: 14.4 (→ 5e plaats)      |
| Mannen verspringen           | Paul Foreman                                              | Kwalificatie: 7.42 m Finale: 7.26 m (→ 12e plaats)                                                      |

### Wielersport
| Onderdeel      | Naam         | Resultaat |
| -------------- | ------------ | --- |
| Sprint         | Clyde Rimple | Heats: 2e of 2 Herkansing: 1e of 2 Herkansing finale: 2e of 3 Achtste finale: 3e of 3 Achtste finale: herkansing: 2e of 3 (ging niet verder) |
| 1000 m tijdrit | Clyde Rimple | 1:16.08 (→ 23e plaats) |

### Zeilen
| Onderdeel              | Naam                             | Resultaat                 |
| ---------------------- | -------------------------------- | ------------------------- |
| Flying Dutchman klasse | Richard John Bennett Gerald Bird | 893 punten (→ 30e plaats) |

### Schieten
| Onderdeel         | Naam              | Resultaat                                               |
| ----------------- | ----------------- | ------------------------------------------------------- |
| 50 m vrij pistool | Anthony Bridge    | Kwalificatie: 319 (→ 32e in de groep, ging niet verder) |
| 50 m vrij pistool | Keith De Casseres | (retired)                                               |

### Gewichtheffen
| Onderdeel             | Naam            | Resultaat                                                                                           |
| --------------------- | --------------- | --------------------------------------------------------------------------------------------------- |
| Bantamgewicht (57 kg) | Grantley Sobers | Drukken: 97.5 kg (7e) Trekken: 90.0 kg (12e) Stoten: 120.0 kg (13e) Totaal: 307.5 kg (→ 10e plaats) |

Afghanistan · Argentinië · Australië · Bahama's · België · Bermuda · Birma · Brazilië · Brits-Guiana · Bulgarije · Canada · Ceylon · Chili · Colombia · Cuba · Denemarken · Duits eenheidsteam · Ethiopië · Fiji · Filipijnen · Finland · Frankrijk · Ghana · Griekenland · Groot-Brittannië · Haïti · Hongarije · Hongkong · Ierland · IJsland · India · Indonesië · Irak · Iran · Israël · Italië · Japan · Joegoslavië · Kenia · Libanon · Liberia · Liechtenstein · Luxemburg · Malakka · Malta · Marokko · Mexico · Monaco · Nederland · Nederlandse Antillen · Nieuw-Zeeland · Nigeria · Noorwegen · Oeganda · Oostenrijk · Pakistan · Panama · Peru · Polen · Portugal · Puerto Rico · Roemenië · San Marino · Singapore · Soedan · Sovjet-Unie · Spanje · Suriname · Taiwan · Thailand · Tsjecho-Slowakije · Tunesië · Turkije · Uruguay · Venezuela · Verenigde Arabische Republiek · Verenigde Staten · Vietnam · West-Indische Federatie · Zuid-Afrika · Zuid-Korea · Zuid-Rhodesië · Zweden · Zwitserland